# Popis biljni vrsta Zapadne Sahare
Popis biljni vrsta Zapadne Sahare
1. Equisetum ramosissimum Desf.
2. Ephedra altissima Desf.
3. Ephedra ciliata Fisch. & C. A. Mey.
4. Ephedra fragilis subsp. cossonii
5. Lemna gibba L.
6. Zostera noltii Hornem.
7. Colchicum gramineum (Cav.) J. C. Manning & Vinn.
8. Asphodelus refractus Boiss.
9. Asphodelus tenuifolius Cav.
10. Asparagus altissimus Munby
11. Asparagus pastorianus Webb & Berthel.
12. Dipcadi serotinum (L.) Medicus
13. Commelina rupicola Font Quer ex Emb. & Maire; endem
14. Juncus acutus subsp. acutus L.
15. Schoenoplectus litoralis subsp. litoralis (Schrad.) Palla
16. Cyperus capitatus Vand.
17. Cyperus conglomeratus subsp. conglomeratus Rottb.
18. Cyperus crassipes Vahl
19. Cyperus longus subsp. badius Rottb.
20. Cyperus rotundus L.
21. Lygeum spartum Loefl. ex L.
22. Stipellula capensis (Thunb.) Röser & Hamasha
23. Rostraria pumila subsp. pumila (Lam.) Tzvelev
24. Polypogon viridis subsp. viridis (Gouan) Breistr.
25. Lamarckia aurea (L.) Moench
26. Bromus rubens subsp. rubens L.
27. Hordeum vulgare L.; alohtona
28. Echinochloa colonum (L.) Link
29. Tricholaena teneriffae subsp. teneriffae (L.f.) Link
30. Setaria verticillata (L.) P. Beauv.
31. Tripidium ravennae (L.) H. Scholz
32. Eremopogon foveolatus (Delarbre) Stapf
33. Cymbopogon schoenanthus subsp. schoenanthus (L.) Spreng.
34. Bothriochloa ischoemum (L.) Keng
35. Bothriochloa pertusa (L.) A. Camus
36. Hyparrhenia hirta (L.) Stapf
37. Centropodia fragilis (Guinet & Sauvage) Cope
38. Enneapogon desvauxii P. Beauv.
39. Enneapogon scaber Lehm.
40. Eragrostis barrelieri subsp. barrelieri Daveau
41. Sporobolus aculeatus (L.) P. M. Peterson
42. Sporobolus lanuginellus Maire
43. Sporobolus maritimus (Curtis) P. M. Peterson & Saarela
44. Tragus racemosus (L.) All.
45. Cynodon dactylon (L.) Pers.
46. Aeluropus littoralis subsp. littoralis (Gouan) Parl.
47. Cocculus pendulus (J. R. Forst. & G. Forst.) Diels
48. Kalanchoe faustii Font Quer
49. Balanites aegyptiaca (L.) Delile
50. Tribulus macropterus Boiss.
51. Tribulus terrestris L.
52. Seetzenia lanata (Willd.) Bull.
53. Fagonia arabica L.
54. Fagonia bruguieri DC.
55. Fagonia cretica L.
56. Fagonia glutinosa Delile
57. Fagonia harpago Emb. & Maire
58. Fagonia indica Burm.f.
59. Fagonia latifolia Delile
60. Fagonia zilloides Humbert
61. Tetraena fontanesii (Webb & Berthel.) Beier & Thulin
62. Tetraena gaetula (Emb. & Maire) Beier & Thulin
63. Tetraena simplex (L.) Beier & Thulin
64. Gymnosporia senegalensis (Lam.) Loes.
65. Andrachne telephioides subsp. telephioides L.
66. Euphorbia granulata Forssk.
67. Euphorbia officinarum subsp. officinarum L.
68. Euphorbia paralias L.
69. Euphorbia regis-jubae J. Gay
70. Senna italica subsp. italica Mill.
71. Lotus pseudocreticus Maire, Weiller & Wilczek
72. Lotus simoneae Maire, Weiller & Wilczek
73. Astragalus akkensis Coss.
74. Podlechiella vogelii subsp. vogelii (Webb) Maassoumi & Kaz. Osaloo
75. Ononis tournefortii Coss.
76. Polygala erioptera subsp. erioptera DC.
77. Polygala irregularis Boiss.
78. Ziziphus lotus subsp. lotus (L.) Lam.
79. Forsskaolea tenacissima L.
80. Citrullus colocynthis (L.) Schrad.
81. Erodium crassifolium subsp. maroccanum
82. Erodium malacoides subsp. malacoides (L.) L´Hér.
83. Erodium neuradifolium Delile ex Godr.
84. Searsia albida (Schousb.) Moffett
85. Thymelaea antiatlantica Maire
86. Helianthemum canariense (Jacq.) Pers.
87. Helianthemum kahiricum Delile
88. Helianthemum lippii (L.) Dum. Cours.
89. Grewia tenax subsp. tenax (Forssk.) Fiori
90. Malva ludwigii (L.) Soldano, Banfi & Galasso
91. Matthiola longipetala subsp. livida
92. Matthiola maroccana Coss.
93. Farsetia aegyptia subsp. aegyptia Turra
94. Farsetia occidentalis B. L. Burtt
95. Morettia canescens Boiss.
96. Anastatica hierochuntica L.
97. Eremobium aegyptiacum subsp. longisiliquum Turra
98. Zilla spinosa subsp. spinosa (L.) Prantl
99. Diplotaxis ollivieri Maire
100. Diplotaxis virgata subsp. virgata (Cav.) DC.
101. Sisymbrium erysimoides Desf.
102. Cleome amblyocarpa Barratte & Murb.
103. Capparis decidua (Forssk.) Edgew.
104. Maerua crassifolia Forssk.
105. Boscia senegalensis Lam.
106. Cadaba farinosa subsp. farinosa Forssk.
107. Reseda arabica subsp. arabica Boiss.
108. Reseda lutea subsp. lutea L.
109. Reseda villosa Coss.
110. Randonia africana Coss.
111. Frankenia chevalieri Maire
112. Frankenia corymbosa Desf.
113. Frankenia thymifolia Desf.
114. Tamarix senegalensis DC.
115. Limonium beaumierianum (Coss. ex Maire) Maire
116. Limonium fallax (Wangerin) Maire; endem
117. Limonium lobatum (L.f.) Chaz.
118. Limonium tuberculatum (Boiss.) Kuntze
119. Rumex vesicarius L.
120. Polygonum equisetiforme Sm.
121. Herniaria cinerea DC.
122. Herniaria fontanesii subsp. fontanesii J. Gay
123. Gymnocarpos decander Forssk.
124. Gymnocarpos sclerocephalus (Decne.) Ahlgren & Thulin
125. Paronychia arabica subsp. arabica (L.) DC.
126. Polycarpon prostratum (Forssk.) Asch. & Schweinf.
127. Polycarpaea nivea (Aiton) Webb
128. Polycarpaea repens (Forssk.) Asch. & Schweinf.
129. Polycarpaea robbairea subsp. robbairea (Kuntze) Greuter & Burdet
130. Polycarpaea robusta (Pit.) G. Kunkel
131. Pteranthus dichotomus Forssk.
132. Spergularia fimbriata Boiss. & Reut.
133. Spergularia marina (L.) Besser
134. Spergularia media subsp. intermedia
135. Amaranthus graecizans subsp. silvestris
136. Aerva javanica (Burm.f.) Juss.
137. Achyranthes aspera L.
138. Patellifolia procumbens (Chr. P. Sm. ex Hornem.) A. J. Scott, Ford-Lloyd & J. T. Williams
139. Chenopodiastrum murale (L.) S. Fuentes, Uotila & Borsch
140. Atriplex dimorphostegia Kar. & Kir.
141. Atriplex glauca subsp. ifniensis
142. Atriplex halimus L.
143. Bassia tomentosa (Lowe) Maire & Weiller
144. Halocnemum strobilaceum (Pall.) M. Bieb.
145. Arthrocaulon macrostachyum (Moric.) Piirainen & G. Kadereit
146. Suaeda arguinensis Maire
147. Suaeda ifniensis Caball. ex Maire
148. Suaeda maritima subsp. maritima (L.) Dumort.
149. Suaeda vermiculata Forssk. ex J. F. Gmel.
150. Traganum moquinii Webb ex Moq.
151. Traganum nudatum Delile
152. Traganopsis glomerata Maire & Wilczek
153. Anabasis aretioides Moq. & Coss.
154. Anabasis articulata (Forssk.) Moq.
155. Haloxylon scoparium Pomel
156. Cornulaca monacantha Delile
157. Nucularia perrinii Batt.
158. Caroxylon imbricatum (Forssk.) Akhani & Roalson
159. Caroxylon tetrandrum (Forssk.) Akhani & Roalson
160. Limeum diffusum (Gay) Schinz
161. Sesuvium portulacastrum subsp. portulacastrum (L.) L.
162. Mesembryanthemum cryptanthum Hook.f.
163. Mesembryanthemum crystallinum L.
164. Mesembryanthemum nodiflorum L.
165. Aizoon canariense L.
166. Commicarpus helenae (Roem. & Schult.) Meikle
167. Argania spinosa (L.) Skeels
168. Centaurium mairei Zeltner
169. Cynanchum boveanum subsp. boveanum Decne.
170. Pergularia tomentosa L.
171. Calotropis procera (Aiton) W. T. Aiton
172. Nanorrhinum heterophyllum (Schousb.) Ghebr.
173. Nanorrhinum monodianum (Maire) Ibn Tattou
174. Nanorrhinum sagittatum (Poir.) Yousefi & Zarre
175. Acanthorrhinum ramosissimum (Coss. & Durieu) Rothm.
176. Plantago afra L.
177. Plantago akkensis subsp. ounifensis
178. Plantago amplexicaulis subsp. amplexicaulis Cav.
179. Plantago ciliata subsp. ciliata Desf.
180. Plantago coronopus L.
181. Plantago lagopus subsp. lagopus L.
182. Plantago ovata Forssk.
183. Plantago weldenii Rchb.
184. Verbascum longirostre (Murb.) Hub.-Mor.
185. Salvia pseudojaminiana A. Chev.
186. Teucrium chardonianum Maire & Wilczek
187. Teucrium demnatense Coss. ex Batt.
188. Teucrium helichrysoides (Diels) Greuter & Burdet
189. Ballota deserti (de Noé) Jury, Rejdali & A. J. K. Griffiths
190. Cistanche senegalensis (Reut.) Beck
191. Cistanche violacea (Desf.) Beck
192. Barleria schmittii Benoist
193. Convolvulus althaeoides L.
194. Convolvulus supinus Coss. & Kralik
195. Convolvulus trabutianus Schweinf. & Muschl.
196. Hyoscyamus muticus subsp. muticus L.
197. Solanum nigrum L.
198. Withania somnifera (L.) Dunal
199. Echiochilon simonneaui Faurel & Dubuis
200. Ogastemma pusillum (Coss. & Durieu ex Bonnet & Barratte) Brummitt
201. Moltkiopsis ciliata (Forssk.) I. M. Johnst.
202. Echium horridum Batt.
203. Trichodesma calcaratum Coss.
204. Heliotropium bacciferum Forssk.
205. Vahlia dichotoma (Murray) Kuntze
206. Atractylis aristata Batt.
207. Atractylis babelii Hochr.
208. Atractylis delicatula Batt. ex L. Chevall.
209. Echinops spinosissimus subsp. spinosus
210. Centaurea bimorpha Viv.
211. Centaurea omphalodes (Benth. & Hook.f. ) Coss. & Durieu
212. Carduncellus duvauxii Batt. & Trab.
213. Volutaria crupinoides (Desf.) Maire
214. Volutaria lippii subsp. lippii (L.) Cass.
215. Volutaria saharae (L. Chevall.) Wagenitz
216. Volutaria sinaica (DC.) Wagenitz
217. Geropogon hybridus (L.) Sch. Bip.
218. Koelpinia linearis Pall.
219. Catananche arenaria Coss. & Durieu
220. Launaea amal-aminiae N. Kilian
221. Andryala cossyrensis Guss.
222. Calendula tripterocarpa Rupr.
223. Pentzia hesperidum Maire & Wilczek
224. Anacyclus homogamos (Maire) Humphries
225. Cladanthus eriolepis (Coss. ex Maire) Oberpr. & Vogt
226. Endopappus macrocarpus subsp. macrocarpus Sch. Bip.
227. Otoglyphis pubescens subsp. pubescens Pomel
228. Nolletia chrysocomoides (Desf.) Cass. ex Less.
229. Phagnalon purpurascens Sch. Bip.
230. Filago desertorum Pomel
231. Pulicaria mauritanica Coss.
232. Asteriscus graveolens subsp. odorus
233. Asteriscus hierochunticus (Michon) Wiklund
234. Asteriscus schultzii (Bolle) Pit. & Proust
235. Perralderia coronopifolia subsp. purpurascens
236. Lifago dielsii Schweinf. & Muschl.
237. Xanthium spinosum subsp. spinosum L.; alohtona
238. Astydamia latifolia (L.f.) Kuntze
239. Bupleurum lancifolium Hornem.
240. Bupleurum semicompositum L.
241. Daucus pumilus (L.) Hoffmanns. & Link
242. Ammodaucus leucotrichus subsp. leucotrichus (Coss. & Durieu) Coss. & Durieu
243. Sclerosciadium nodiflorum (Schousb.) Coss.
244. Deverra denudata (Viv.) Pfisterer & Podlech
245. Deverra scoparia subsp. scoparia Coss. & Durieu
246. Deverra triradiata subsp. intermedia Coss. & Durieu
247. Anethum foeniculoides Maire & Wilczek